# ФК Сейнт Джоузефс
Сейнт Джоузефс (на английски: St Joseph’s Football Club) е полупрофесионален футболен отбор от Гибралтар, задморска територия на Великобритания. Основан през 1912 година. Играят в Гибралтарска първа дивизия. Мачовете си играе на стадион „Виктория“.
От 2013-а е фарм-клуб на испанския отбор „Реал Баломпедика Линенсе“.

## Успехи
- Гибралтарска първа дивизия
  -  Шампион (1): 1995/96
  -  Вицешампион (3): 2011/12, 2012/13, 2023/24
  -  Трето място (6): 2014/15, 2015/16, 2016/17, 2017/18, 2018/19, 2020/21
- Купа на Скалата
  -  Носител (9): 1979, 1983, 1984, 1985, 1987, 1992, 1996, 2012, 2013
  -  Финалист (1): 2014/15
- Купа на лигата
  -  Носител (1): 2009/10
  -  Финалист (3): 2006/07, 2011/12, 2014/15
- Суперкупа на Гибралтар
  -  Носител (1): 2013
  -  Финалист (2): 2014

## Участия в европейските клубни турнири
| Сезон   | Турнир      | Кръг        | Съперник         | Домакин | Гост | Общ резултат      |  |
| ------- | ----------- | ----------- | ---------------- | ------- | ---- | ----------------- |  |
| 2017/18 | Лига Европа | 1 кръг      | АЕЛ (Лимасол)    | 0:4     | 0:6  | 0:10              |  |
| 2018/19 | Лига Европа | Предв. кръг | Б 36 (Торсхавън) | 1:1     | 1:1  | 2:2 (2:4 - дузпи) |  |
| 2019/20 | Лига Европа | Предв. кръг |                  |         |      |                   |  |